# 般若経
般若経（はんにゃきょう、梵:Prajñāpāramitā sūtra, プラジュニャーパーラミター・スートラ）は、大乗仏教経典の中でも特に般若波羅蜜（般若波羅蜜多）を強調して説く経典群の総称。
一般に空（シューニャ）を説く経典とされているが、同時に呪術的な面も色濃く持っており、密教経典群への橋渡しとしての役割を無視することはできない。

## 歴史
最も早く成立した最初の大乗仏教経典群とされる。紀元前後ころから1世紀の半ばころまでに成立したと考えられている『八千頌般若経』が最も古く基本的なものとされるが、その後数百年に渡って様々な「般若経」が編纂され、また増広が繰り返された。
中国では下記するように各時代ごとに経典が持ち込まれ翻訳がなされてきたが、唐の玄奘が西域から関連経典群を持ち帰って漢訳し、集大成したとされるのが『大般若波羅蜜多経』600余巻（660-663年）であり、これはあらゆる経典中最大のものである。

## 内容

### 如幻論
般若経では一般的に、全ての法（現象）は、幻（māyā; マーヤー）、夢 (svapna)、蜃気楼 (gandharvapura) のようなものであると述べられている。金剛般若経では以下の様に説かれる。

一切有為法　如夢幻泡影 / 如露亦如電　応作如是観
一切の有為法は、夢・幻・泡・影の如し。

露の如くまた電の如し。応に是くの如き観を作すべし。
—羅什訳『金剛般若経』

### 即非の論理
『金剛般若経』では「A は A ではない、したがってAである」という形式の文章が使われる。研究者は、この否定を「即非の論理」と呼んでいる。金剛般若経にはこの即非の論理が約30回記載されている。

須菩提。所言一切法者。即非一切法。是故名一切法。

須菩提よ、一切法と言う所は、即ち一切法に非ず。これゆえ一切法と名づく。
是實相者則是非相。是故如來説名實相。

存在する想は非存在の想である。ゆえに如来は存在する想、存在する想と言われる。
—羅什訳『金剛般若経』

## 主な般若経典

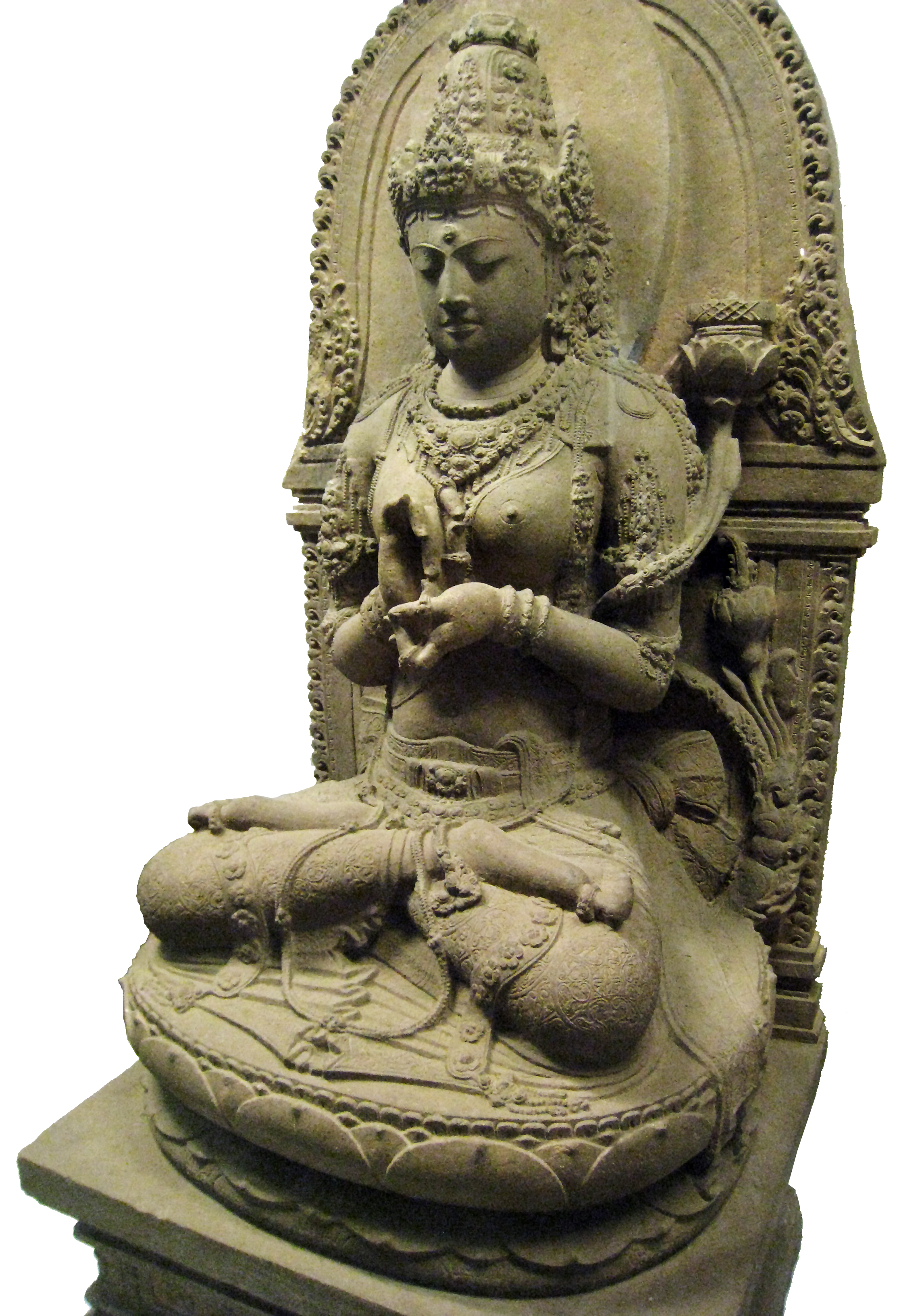
Prajñāpāramitā ジャワ島, インドネシア.

- 『八千頌般若経』（はっせんじゅはんにゃきょう、梵: Aṣṭasāhasrikā-prajñāpāramitā Sūtra

アシュタサーハスリカー・プラジュニャーパーラミター・スートラ）
- 紀元前後1世紀ころ成立し大乗仏教初期に編纂され後の仏教発展の基礎となったと考えられている。

現存サンスクリット本に対応する残存する漢訳は、『道行般若経』支婁迦讖訳（179年）、『（小品）摩訶般若波羅蜜経』鳩摩羅什訳（408年）、のほか計4本である。
- ネパールでは九法宝典（Navagrantha）の一つとされている。

- 『二万五千頌般若経』（にまんごせんじゅはんにゃきょう、梵: Pañcaviṃśatisāhasrikā-prajñāpāramitā Sūtra

パンチャヴィンシャティサーハスリカー・プラジュニャーパーラミター・スートラ）
- 現存サンスクリット本に対応する残存する漢訳は計3本、『（大品）摩訶般若波羅蜜経』鳩摩羅什訳（403年、大品般若経） は中国・日本の仏教形成に大きな影響を与えた。ナーガールジュナ（龍樹）の『大智度論』鳩摩羅什訳（402年 - 405年）は、本経に対する注釈書である。

- 『十万頌般若経』（じゅうまんじゅはんにゃきょう、梵: Śatasāhasrikā-prajñāpāramitā Sūtra

シャタサーハスリカー・プラジュニャーパーラミター・スートラ）
- 現存サンスクリット本に対応する漢訳はないため、鳩摩羅什（344年 - 413年）の時代には編纂されていなかった可能性がある。

- 『金剛般若経』（こんごうはんにゃきょう、金剛般若波羅蜜多経、梵: Vajracchedikā-prajñāpāramitā Sūtra

ヴァジュラッチェーディカー・プラジュニャーパーラミター・スートラ）
- その長さから「三百頌般若経」とも呼ばれる。
- この経は「空」を説く般若教典の中で「空」という用語が使われていないため最古層に編纂されたものであるとする意見もある。
- 漢訳は、玄奘『大般若経』「第九 能断金剛分」（660年-663年）や、『能断金剛般若波羅蜜多経』義浄（703年）ほか計6本（7本）あるが、鳩摩羅什訳の『金剛般若波羅蜜経』（402年）が主に使用されている。

- 『般若心経』（はんにゃしんぎょう、（仏説・摩訶）般若波羅蜜多心経、梵: Prajñāpāramitā Hṛdaya

プラジュニャーパーラミター・フリダヤ）
- 「二十五頌」から成る最短の般若経典。最古のサンスクリット本が法隆寺に伝わる。（7～8世紀の写本とされている）
- 残存する漢訳は、『摩訶般若波羅蜜大明咒経』鳩摩羅什訳（402年 - 413年）、『般若波羅蜜多心経』玄奘訳（649年）があり、こののちも4本残存するが、玄奘訳が広く用いられている。

- 『大般若波羅蜜多経』（だいはんにゃはらみったきょう、大般若経）
  - 唐の玄奘が西域から関連経典を持ち帰って漢訳し、集大成したとされる。16会600巻。
  - 『第一会』（第1-400巻）は、『十万頌般若経』の類本とされるが、その対応は明確でない。
  - 『第二会』（第401巻-第478巻）は、『二万五千頌般若経』に相当する。
  - 『第四会』（第538巻-第555巻）及び『第五会』（第556巻-第565巻）は、『八千頌般若経』に相当する。
  - 『第九会 能断金剛分』（第577巻）は、『金剛般若経』に相当する。
  - 『第十会 般若理趣分』（第578巻）は、真言宗で重用する『理趣経』即ち『大楽金剛不空真実三摩耶経 般若波羅蜜多理趣品』不空訳（720年 - 774年）と比較的近いサンスクリット本の翻訳とされている。
  - 『第十六会 般若波羅蜜多分』（第593巻-第600巻）は、登場する菩薩の名に因んで『善勇猛般若経』（ぜんゆうみょうはんにゃきょう）として知られる。

## 日本語訳
- 坂本幸男、中村元、長尾雅人『大般若波羅蜜多経』（1970年 <國譯一切經印度撰述部 般若部 1-6巻 大東出版社 ISBN 978-4-500-00020-3
- 椎尾辨匡『國譯訳摩訶般若波羅密經』（1918年 國譯大藏經 經部 2～3巻 解題・原文 国民文庫刊行会、原文は弘教藏より収録、1974年第一書房から復刊）、 2) ISBN 978-4-8042-0243-3、 3) ISBN 978-4-8042-0244-0
- 長尾雅人、戸崎宏正訳注『金剛般若経 善勇猛般若経　大乗仏典 般若部経典1』（中央公論社、新版・中公文庫）。ISBN 978-4122038639
- 梶山雄一、丹治昭義訳注『八千頌般若経　大乗仏典 般若部経典2・3』（同上）
- 平井俊榮訳注『般若経 般若心経 金剛般若経 大品般若経（5品のみ）』（1986年 筑摩書房〈仏教経典選〉／2009年 ちくま学芸文庫）- 大正蔵からの訳注文献 ISBN 978-4-480-09247-2
- 中村元、紀野一義訳注『般若心経 金剛般若経』（岩波文庫〈改版〉）、ワイド版も刊
- 中村元訳・解説『現代語訳大乗仏典1 般若経典』（東京書籍 新版2003年） ISBN 978-4487732814